# Yes Acoustic: Guaranteed No Hiss
Yes Acoustic: Guaranteed No Hiss è un DVD del gruppo progressive rock britannico Yes pubblicato nel 2004.

## Il video
Il 26 gennaio 2004, in 25 cinema degli Stati Uniti, fu trasmessa in simultanea via satellite la prima mondiale del film documentario Yesspeak, realizzato in occasione del 35º anniversario della fondazione degli Yes e girato durante il Full Circle Tour del 2003.
Dopo il documentario fu trasmessa una esibizione dal vivo del gruppo: per la prima volta la formazione "classica" degli Yes si esibì unplugged. Durante il concerto, trasmesso da uno studio di Los Angeles, gli Yes eseguirono alcuni dei loro cavalli di battaglia in versione acustica.
Gli Yes aprirono il concerto, sorprendentemente, con una scatenata versione di Tiger rag, un vecchio standard jazz della Original Dixieland Jass Band di Nick La Rocca.
Oltre a splendide versioni di Roundabout, Lond Distance Runaround e della classica I've Seen All Good People, la band propose South Side Of The Sky, un vecchio pezzo di Fragile suonato per la prima volta dal vivo, dopo oltre 30 anni, durante il Full Circle Tour. Fu eseguita inoltre una nuova canzone, Show Me, inserita come inedito nella versione statunitense nella raccolta The Ultimate Yes: 35th Anniversary Collection.
All fine del 2004, il concerto fu proposto in DVD-Video sotto il titolo Yes Acoustic.
Nel 2005, Yesspeak e Yes Acoustic furono pubblicati insieme in un unico DVD come conclusione delle celebrazioni per i 35 anni del gruppo.
Come sempre, la grafica del DVD fu realizzata da Roger Dean.

## Contenuti
1. Tiger Rag
2. Long Distance Runaround
3. South Side Of The Sky
4. Show Me
5. Roundabout
6. Time Is Time
7. I've Seen All Good People

- Trailer di Yesspeak.
- Yes Acoustic...The Unseen Footage, "dietro le quinte" con il commento di Rick Wakeman.

## Formazione
- Jon Anderson - voce, chitarra acustica
- Steve Howe - chitarra acustica, slide guitar, mandolino, voce
- Chris Squire - basso acustico, voce
- Rick Wakeman - pianoforte
- Alan White - batteria, percussioni